# USS Helmand Province (LHA-10)
«Гільменд Провінc» (англ. USS Helmand Province (LHA-10)) — планований універсальний десантний корабель ВМС США типу «Америка».

## Історія створення
Універсальний десантний корабель «Гільменд Провінc» був замовлений у 2023 році. Свою назву отримав на честь операції Міжнародних сил сприяння безпеці в провінції Гільменд в Афганістані під час війни 2001—2021 років. Про це повідомив Міністр військово-морських сил США Карлос Дель Торо 2 травня 2024 року.